# ISS-Expeditie 46
ISS-Expeditie 46 was de zesenveertigste missie naar het Internationaal ruimtestation ISS. De missie begon op 11 december 2015 met het vertrekken van het Sojoez TMA-17M-ruimtevaartuig vanaf het ISS en eindigde op 2 maart 2016. Timothy Peake werd de eerste Britse ESA-astronaut die het ISS bezocht.

## Bemanning
| Bevelhebber       | Scott Kelly, NASA 4e ruimtevlucht       | Scott Kelly, NASA 4e ruimtevlucht       |                                         |                                         |
| Flight Engineer 1 | Michail Kornijenko, RSA 2e ruimtevlucht | Michail Kornijenko, RSA 2e ruimtevlucht |                                         |                                         |
| Flight Engineer 2 | Sergej Volkov, RSA 3e ruimtevlucht      | Sergej Volkov, RSA 3e ruimtevlucht      |                                         |                                         |
| Flight Engineer 3 |                                         | Joeri Malentsjenko, RSA 6e ruimtevlucht | Joeri Malentsjenko, RSA 6e ruimtevlucht | Joeri Malentsjenko, RSA 6e ruimtevlucht |
| Flight Engineer 4 |                                         | Timothy Peake, ESA 1e ruimtevlucht      | Timothy Peake, ESA 1e ruimtevlucht      | Timothy Peake, ESA 1e ruimtevlucht      |
| Flight Engineer 5 |                                         | Timothy Kopra, NASA 2e ruimtevlucht     | Timothy Kopra, NASA 2e ruimtevlucht     | Timothy Kopra, NASA 2e ruimtevlucht     |